# 哈德森 (麻薩諸塞州)
哈德森（英語：Hudson）是一個位於美國麻薩諸塞州米德爾塞克斯縣的鎮。

## 人口
根據2020年美國人口普查的數據，哈德森的面積為30.70平方千米，當中陸地面積為29.80平方千米，而水域面積為0.90平方千米。當地共有人口20092人，而人口密度為每平方千米654人。